# Aechmea pallida
Espèce
Classification phylogénétique
Synonymes
- Chevaliera pallida (L.B.Sm.) L.B.Sm. & W.J.Kress

Aechmea pallida est une espèce de plantes à fleurs de la famille des Bromeliaceae, endémique du Guyana.

## Synonymes
- Chevaliera pallida (L.B.Sm.) L.B.Sm. & W.J.Kress[1].

## Distribution
L'espèce est endémique du Guyana.

## Description
L'espèce est épiphyte.